# Doutor Ulysses
Doutor Ulysses es un municipio brasileño del estado de Paraná, localizado en la Gran Curitiba. 
Posee varios saltos de agua y cascadas, que le ddn un alto potencial hidroeléctrico, además de 14 fuentes de aguas minerales alcalinas utilizadas para el abastecimiento de la ciudad.

## Etimología
El nombre de la ciudad es en homenaje al diputado federal por el estado de São Paulo, Ulysses Guimarães.

## Geografía
Su área es de 781 km² representando 0.3921 % del estado, 0.1387 % de la región y 0.0092 % de todo el territorio brasileño. Su población estimada en 2005 era de 6.631 habitantes.

### Demografía
Datos del Censo 2000
Población total: 6.003
- Urbana: 701
- Rural: 5.302

- Hombres: 3.169
- Mujeres: 2.834

Densidad demográfica (hab./km²): 7,71
Mortalidad infantil hasta 1 año (por mil): 
Expectativa de vida (años): 64 años
Tasa de fertilidad (hijos por mujer): 2
Tasa de Alfabetización: 
Índice de Desarrollo Humano (IDH-M): 0,627
- IDH-M Salario: 0,516
- IDH-M Longevidad: 0,644
- IDH-M Educación: 0,721

(Fuente: CNM) 

Se localiza a una latitud 24°34'04" al sur y longitud 49°25'12" al oeste, en la región montañosa próxima a la Sierra del Mar, en el Paraná. Por ser un gran área rural el 75% de la población vive en la zona rural.

## Administración
- Prefecto: Josiel del Carmo dos Santos (Jôse) (PR) (2010)
- Viceprefecto: Rozélio Geliet (PMDB)